# Zumbarella
 (janvier 2017).
Si vous disposez d'ouvrages ou d'articles de référence ou si vous connaissez des sites web de qualité traitant du thème abordé ici, merci de compléter l'article en donnant les références utiles à sa vérifiabilité et en les liant à la section « Notes et références ».
La Zumbarella est une danse d'origine ancienne. Elle est la musique typique de Castiglione Messer Marino, une province d'Italie centrale dans les Abruzzes. On la retrouve également dans le Latium, les Marches, l'Ombrie et le Molise. Cette danse semble remonter au saltatio, qui fut très populaire chez les Latins avant la conquête romaine. C'est une danse de bergers et de paysans qui appartient à la même famille que la tarentelle, la ballarella, la saltarelle, la ciuppicarella et la pizzicarella.